# Tavoleto
Tavoleto település Olaszországban, Marche régióban, Pesaro és Urbino megyében. Lakosainak száma 825 fő (2023. január 1.). Tavoleto Mercatino Conca, Monte Cerignone, Montefiore Conca, Saludecio, Sassocorvaro Auditore, Urbino és Mondaino községekkel határos.

## Népesség
A település lakossága az elmúlt években az alábbi módon változott:
| Lakosok száma | 867  | 871  | 825  |
|               | 2017 | 2018 | 2023 |